# سانتا سوفیا داپیرو
سانتا سوفیا داپیرو (به ایتالیایی: Santa Sofia d'Epiro) یک کومونه در ایتالیا است که در استان کزنتزا واقع شده‌است. سانتا سوفیا داپیرو ۳۹ کیلومتر مربع مساحت و ۲٬۹۵۴ نفر جمعیت دارد و ۵۵۸ متر بالاتر از سطح دریا واقع شده‌است.